# Pomp and Circumstance

Pomp and Circumstance Military Marches, op. 39 est une série de cinq marches pour orchestre composée par Edward Elgar entre 1901 et 1930. 

## Origine
Le titre provient de l'acte III d'Othello de Shakespeare :
« Farewell the neighing steed, and the shrill trump,
The spirit-stirring drum, the ear-piercing fife,
The royal banner, and all quality,
Pride, pomp, and circumstance of glorious war! »
« Adieu le coursier qui hennit, et la stridente trompette, 
L’encourageant tambour, le fifre assourdissant, 
La bannière royale, et toute la beauté, 
L’orgueil, la pompe et l’attirail de la guerre glorieuse ! »

## Structure
- La Marche no 1 en ré majeur (1901)
- La Marche no 2 en la mineur (1901)
- La Marche no 3 en do mineur (1904)
- La Marche no 4 en sol majeur (1907)
- La Marche no 5 en do majeur (1930)
- La Marche no 6 en sol mineur (non terminée, mais achevée par Anthony Payne en 2005–2006)

La marche la plus célèbre est sans doute la première, Pomp and Circumstance March No. 1, si bien que le titre Pomp and Circumstance se réfère le plus souvent à elle. Elle fut créée à Londres en octobre 1901 avec la marche no 2, et le public réclama un bis à deux reprises.
La formule ayant ainsi eu beaucoup de succès, Elgar en composa trois autres, créées respectivement en 1905, 1907 et 1930. Elgar a aussi laissé les esquisses d'une sixième marche qui ont été arrangées par le compositeur britannique Anthony Payne pour en donner une version interprétable en 2006. Chaque marche dure environ cinq minutes mais la première est souvent interprétée partiellement (les deux premières parties étant les plus célèbres).
Chacune des marches est dédiée à un ami personnel d'Elgar.
Les cinq premières marches furent publiées par Boosey & Co., sous le numéro de catalogue op. 39.

## Marcheno1en ré majeur

### Land of Hope and Glory
En 1902, à la demande d'Édouard VII, Elgar fait de cette première marche un hymne pour le couronnement du nouveau roi du Royaume-Uni, sur des paroles d'Arthur Christopher Benson. Ce chant patriotique est nommé Land of Hope and Glory et est parfois considéré comme l'hymne national de l'Angleterre. Clara Butt l'enregistre pour la première fois en 1902.

### Dédicace
Composée en 1901, la marche no 1 est dédiée à « [son] ami Alfred E. Rodewald et aux membres de la Liverpool Orchestral Society ».

### Instrumentation
La marche est composée pour : 2 piccolos, 2 flûtes, 2 hautbois, 2 clarinettes en la, clarinettes basses en la, 2 bassons, un contre-basson, 4 cors en fa, 2 trompettes en fa, 2 cornets en la, 3 trombones, tuba, timbales, percussions, 2 harpes, orgue et une section de cordes.

### Une œuvre très populaire
Au Royaume-Uni la marche no 1 est jouée lors de chaque Last Night of the Proms, dernière soirée d'une série annuelle de concerts-promenades, donnée depuis 1895 au Royal Albert Hall à Londres, et diffusée par la BBC de juillet à septembre. Entonnant les paroles de Land of Hope and Glory, l'assistance se joint à l'orchestre. La marche est toujours bissée. Comme il y a des écrans géants pour le public dans plusieurs villes, ce sont des milliers de personnes qui chantent en même temps.
Aux États-Unis, la marche no 1 est tout particulièrement connue pour être la musique utilisée lors des remises de diplôme. Elle fut utilisée la première fois à cette fin lors de la cérémonie du 28 juin 1905 à l'Université Yale, où le professeur de musique Samuel Sanford avait invité son ami Elgar pour assister et recevoir un diplôme doctoral honorifique de musique. Elgar accepta et Sanford fit en sorte qu'il fût la star des festivités, engageant l'orchestre symphonique de New Haven à cette occasion et divers autres musiciens pour jouer deux parties de l'oratorio d'Elgar The Light of Life et la marche Pomp and Circumstance March No 1. L'air est depuis devenu de rigueur lors de beaucoup de cérémonies en sus des remises de diplôme.
Land of Hope and Glory, extrait de la première marche, figure également brièvement dans la bande originale d'Orange mécanique de Stanley Kubrick. On retrouve à la même époque le thème dans le film Mondo Trasho (1969) de John Waters.
Le catcheur américain de renommée mondiale « Macho Man » Randy Savage est connu pour avoir utilisé Pomp and Circumstance comme musique d'entrée (ainsi que des déclinaisons à la guitare électrique) pendant de nombreuses années.
En 1998, le groupe toulousain KDD utilise la marche no 1 en tant que sample de sa chanson Une princesse est morte.
En 2000, la musique est utilisée dans Fantasia 2000.
Comme Edward Elgar est décédé le 23 février 1934, Pomp and Circumstance est entré dans le domaine public le 1er janvier 2005 (la protection du droit d'auteur « fin d'année + 70 ans » prit fin le 31 décembre 2004).
En 2009, le jeune ténor Amaury Vassili utilise une partie de la marche no 1 pour son premier single Lucente Stella.
La première marche a aussi été utilisée dans le film Kingsman : Services secrets sorti en 2015.

## Dans la culture populaire
- La marche no 1 a été reprise par Serge Gainsbourg pour la chanson « Marilou sous la neige », incluse dans l'album L'Homme à tête de chou.

- La marche no 1 illustre une des séquences du film Mondo Trasho (1969) de John Waters.

- Le morceau peut être entendu dans le film Astérix et Obélix : Au service de Sa Majesté, lorsque la Queen (Catherine Deneuve) distribue les médailles (morceau non repris dans la bande originale du film).